# Ірклій (притока Дніпра)
Ірклі́й — річка в Україні, в межах Золотоніського району Черкаської області. Ліва притока Дніпра (впадає в Кременчуцьке водосховище). Басейн Чорного моря.
До затоплення нижньої течії річки між селами Демки та Мойсенці розташовувався лівобічний невеликий доплив р. Мачуха. Між селами Митьки та Бузьки правобічний доплив р. Баюра.

## Опис
Довжина річки до затоплення водосховищем становила понад 53 км, на сьогодні довжина лише 39 км, площа водозбірного басейну 318 км². Похил річки 0,6 м/км. Долина трапецієподібна, завширшки до 3 км, завглибшки до 20 м. Заплава завширшки до 300 м. Річище слабозвивисте, завширшки у верхів'ї до 5 м, заболочена; дно замулене. Використовується на господарські потреби, технічне водопостачання, споруджено ставки.

## Розташування
Ірклій бере початок на схід від селища Привітне. Тече переважно на південь. Впадає до Дніпра (в Кременчуцьке водосховище) на південний захід від села Іркліїв.
Ірклій — найдовша річка Чорнобаївського району.

## Населені пункти
Над річкою розташовані такі села, селища (від витоків до гирла):
верхня течія Привітне, Красенівка, Іванівка, Богодухівка, Савківка,
середня течія: Чорнобай, Малі Канівці, Великі Канівці, Ревбинці, Лихоліти, Червоногірка, Загородище, Іркліїв, Скородистик.
До затоплення водосховищем в нижній течії розташовувались такі села (з півночі на південь): Митьки, Демки, Мойсенці, Бузьки, Пищики, Налісні.

## Природно-заповідний фонд
У долині річки розташовано заказники місцевого значення:
- гідрологічні — Бубирова гребля, Ганничі, Загородищанський, Ревбинський та Савківський;
- ландшафтні — Солонці, Лихолітський, Мацькова гора.

## Флора
Серед рідкісних видів флори можливо виділити такі: глечики жовті (Nuphar lutea), аїр тростиновий (Acorus calamus, «лепеха пустостебельна»), ковила дніпровська (Stipa borysthenica) та інші.

## Галерея

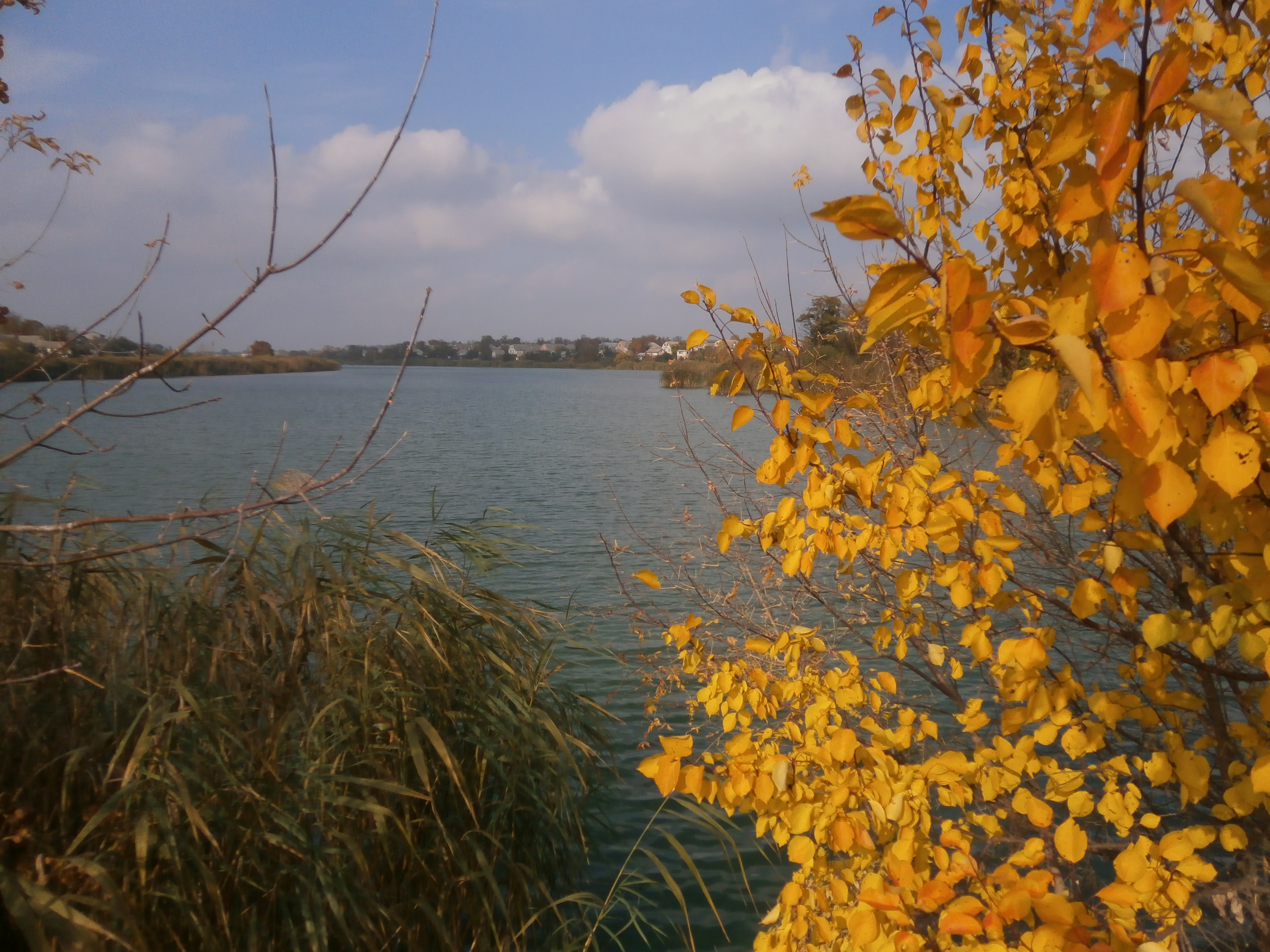
Річка у смт Чорнобай